# Don Mackay
Donald Scrimgeour Mackay, meglio conosciuto come Don Mackay (Glasgow, 19 marzo 1940), è un ex calciatore e allenatore di calcio scozzese, di ruolo portiere.

## Carriera

### Calciatore
Formatosi nel Jeanfield Swifts venne ingaggiato nel 1958 dal Forfar Athletic, club in cui rimase sino al 1962. 
Nel maggio 1962 venne ingaggiato dal Dundee Utd: con gli Arabs, sotto la guida di Jerry Kerr, vince quattro Forfarshire Cup oltre ad ottenere come miglior piazzamento due quinto posto nella Scottish Division One 1968-1969 e 1969-1970. Nella prima stagione sembrava destinato ad occupare stabilmente il ruolo di portiere titolare ma a causa di un infortunio patito ad ottobre fu rimpiazzato da Sandy Davie, con cui nel corso delle stagioni seguenti si divise il ruolo di portiere titolare degli Arabs. Divenuto titolare a tempo pieno dopo la partenza di Davie, a partire dalla stagione 1970-1971 fu cedette il ruolo di estremo difensore dei Tangerines a Hamish McAlpine. 
Con il suo club partecipò alla Coppa delle Fiere 1966-1967, ove con i suoi eliminò nei sedicesimi di finale i campioni in carica del Barcellona, prima squadra scozzese a vincere in una trasferta in Spagna, ma venendo eliminato nel turno successivo dagli italiani della Juventus. Nella Coppa delle Fiere 1969-1970 si ferma ai tredicesimi, mentre nell'edizione seguente invece raggiunse i sedicesimi di finale. Nel 2013 entra a far parte del famedio del club.
Nell'estate 1967 con gli scozzesi disputò il campionato nordamericano organizzato dalla United Soccer Association: accadde infatti che tale campionato fu disputato da formazioni europee e sudamericane per conto delle franchigie ufficialmente iscritte al campionato, che per ragioni di tempo non avevano potuto allestire le proprie squadre. Il Dundee United rappresentò il Dallas Tornado, che concluse la Western Division al sesto ed ultimo posto.
Nel 1972 viene ingaggiato dal Southend Utd, club della terza inglese, militandovi sino al 1974, anno del suo ritiro dal calcio giocato.

### Allenatore
Terminata l'attività agonistica diviene allenatore delle giovanili del Bristol City. Nel 1978 diviene l'allenatore del Nørresundby, mentre nel 1980 torna in Scozia per allenare il Dundee, con cui ottiene la promozione nella massima serie caledoniana grazie al secondo posto ottenuto nella Scottish First Division 1980-1981. Con il Dundee gioca sino al 1984 in massima serie, raggiungendo anche la finale della Scottish League Cup 1980-1981, persa contro i concittadini del Dundee Utd.
Nel corso della First Division 1984-1985 viene chiamato alla guida degli inglesi del Coventry City, sostituendo Bobby Gould, ed ottenendo il diciottesimo posto finale. La stagione seguente ottiene il diciassettesimo posto finale.
Nel febbraio 1987 assume la guida del Blackburn, impegnato nella Second Division 1986-1987. Con i Rovers chiude il torneo al dodicesimo posto finale. Nelle tre stagioni seguenti, 1987-1988, 1988-1989 e 1989-1990, perde i play-off promozione. 
Lascia la guida del Blackburn nel 1991, per divenire allenatore del Fulham, club militante nella terza serie inglese. L'esperienza al Fulham termina marzo 1994, stagione che vedrà retrocedere il club londinese in quarta serie.
Nel 2000 diviene allenatore dei cadetti scozzesi dell'Airdrieonians, incarico dal quale verrà sollevato nel febbraio dell'anno seguente.

## Palmarès
- Forfarshire Cup: 4

Dundee Utd: 1962-1963, 1964-1965, 1968-1969, 1971-1972